# 太空針塔
太空針塔（英語：Space Needle）是美國西北太平洋地區的一座主要地標，位于華盛頓州西雅圖的安妮女王社区。因1962年世界博覽會在西雅图举办而兴建，建成初期每日有接近20,000人次乘電梯登塔参观，該屆博覽會共吸引约230萬參觀者。太空针塔高约184米（约合610英呎），是西雅圖最高的大樓，最大寬度為42米（138英呎），總重约9,550噸。它可以抵御时速320公里的强风和9.1級的地震，且有25支避雷針防止電擊。目前太空针塔属于私人产业。
太空針塔的主要設施都在其離地159米的觀光層，例如天空城市餐廳和观景台。站在塔頂，不單能看到全西雅圖市中心的景觀，還可以看到奧林匹克山脈、喀斯喀特山脉、雷尼爾山、依利雅特灣和其附近的島嶼等。太空針塔高度低于同区很多建筑，但在关于西雅圖的照片中，它往往出現在一個顯著的位置。因为太空针塔离其它更高的建筑至少一公里，而比太空针塔更高的建筑相对集中在某个区域。摄影师拍摄时，太空针塔经常位于该建筑群前方，因此从照片上看太空针塔显得更高。很多第一次到西雅圖的遊客親身去到太空針塔時都很驚訝，因為该建筑物高度明显不如照片上显著。而太空针塔又相对远离市中心，在塔顶上所看到的景观也并不算很好。上塔时，遊客可以乘坐時速16公里的升降機上到塔頂，全程大約43秒，有時因為参观人数过多而要排隊大約一小時才可入內。

## 建築

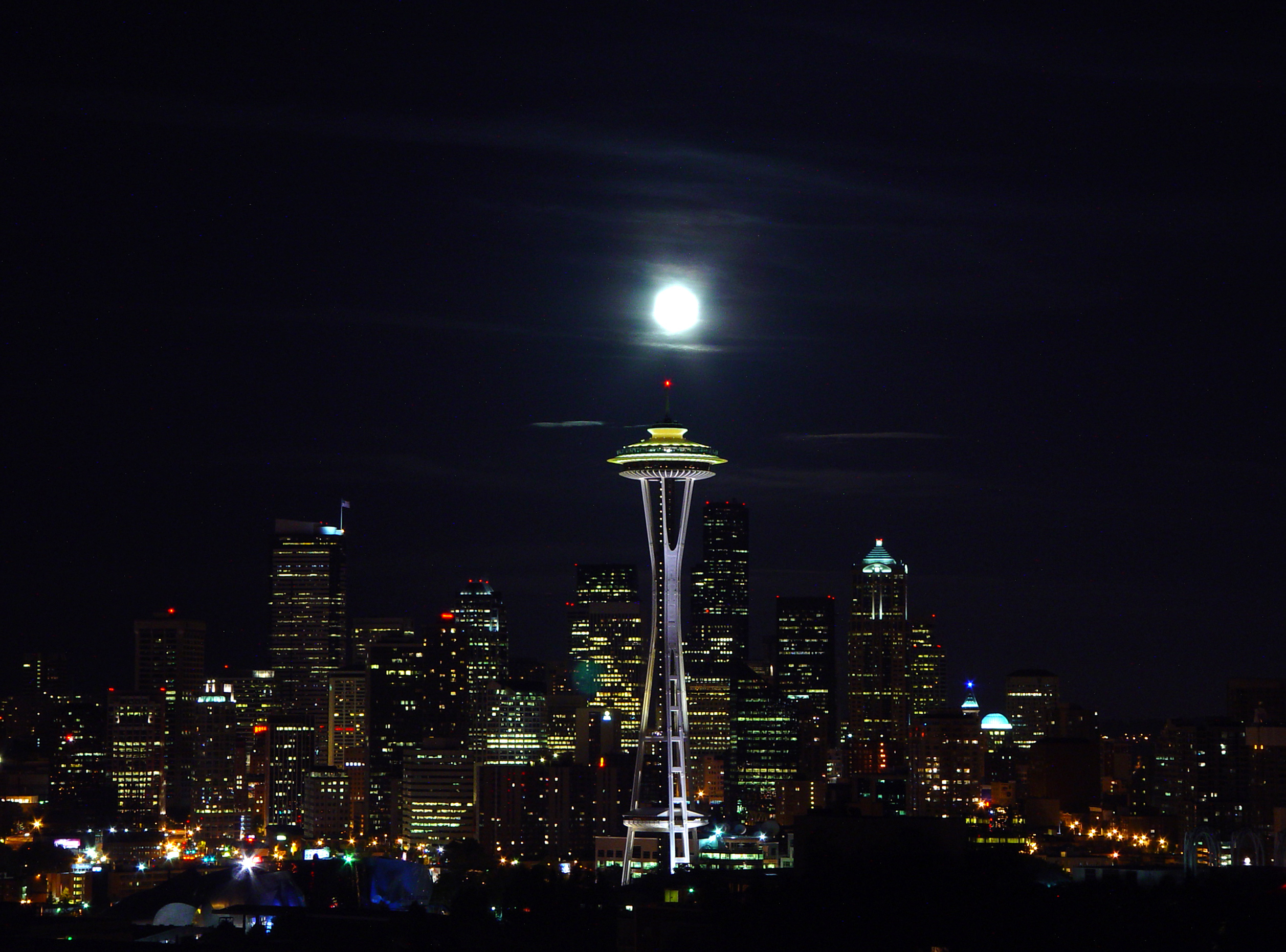
西雅圖夜景裡的太空針塔

太空針塔的設計是經過很長时间的討論才有定案的。当时主要有兩種設計構思，第一種是由世界博覽會參展商愛德華·卡尔森（Edward Carlson）提出，造型是一個很大的氣球連繫著地面; 第二個是建築師约翰·格雷厄姆（John Graham）提出的「飛碟」。儘管愛德華和約翰的設計都贏得口碑，但太空針塔其實最終是由维克多·斯坦布鲁克（Victor Steinbrueck）設計的。太空針塔的設計能够抵御不超过9级的地震（但实际是否如此仍不能确定，因为1965年的一次6.8級地震使塔身发生较为剧烈的摇晃，厕所发生漏水情况）。此外，太空針塔也可以很好地承受强风的袭击。

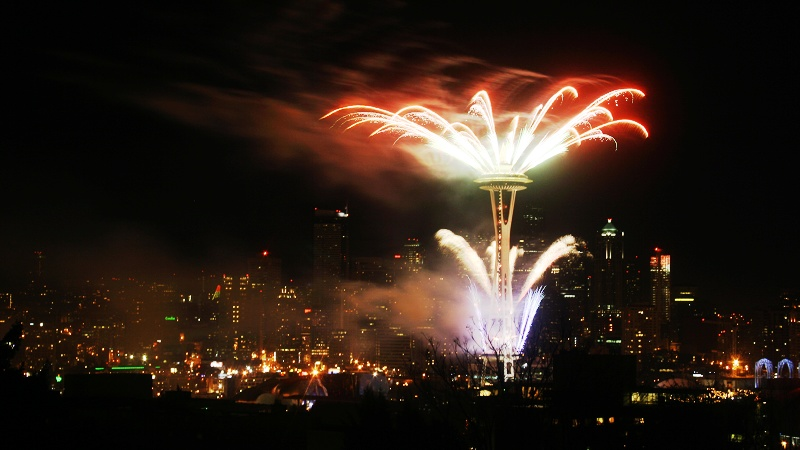
太空針塔在2007年新年時舉行煙花匯演

塔頂的餐廳是旋轉式的，可以让游客在47分鐘內360度地觀賞西雅圖的景觀。1993年，塔上的升降機被更換，時速提高到16公里。
1999年12月31日除夕夜，太空針塔塔頂被设置了一盞名為「天空之燈」的超強光束。该光束的亮度相当于85萬坎德拉，使得整個西雅圖市区的上空变得十分明亮。该光束一般只會在一些特別節日才會亮起。该光束的構思是來自於1962年世界博覽會的海報，因為海報上描畫了類似的光束。由于亮度过高，该光束造成了光害，这很快引来一些专业人士（特别是天文学家）的批评。原本打算将该光束一年点亮75次，最后一年也未超过12次。911事件后，该光束持续亮起了12日以示哀悼。最初建造完成的一段时间里，184米高的太空針塔曾是密西西比河以西最高的建築物，但現在早已不再如此，相比起市中心的的许多建築物（其中最高的是284米高的哥倫比亞中心），太空針塔已相對變矮。

## 歷史

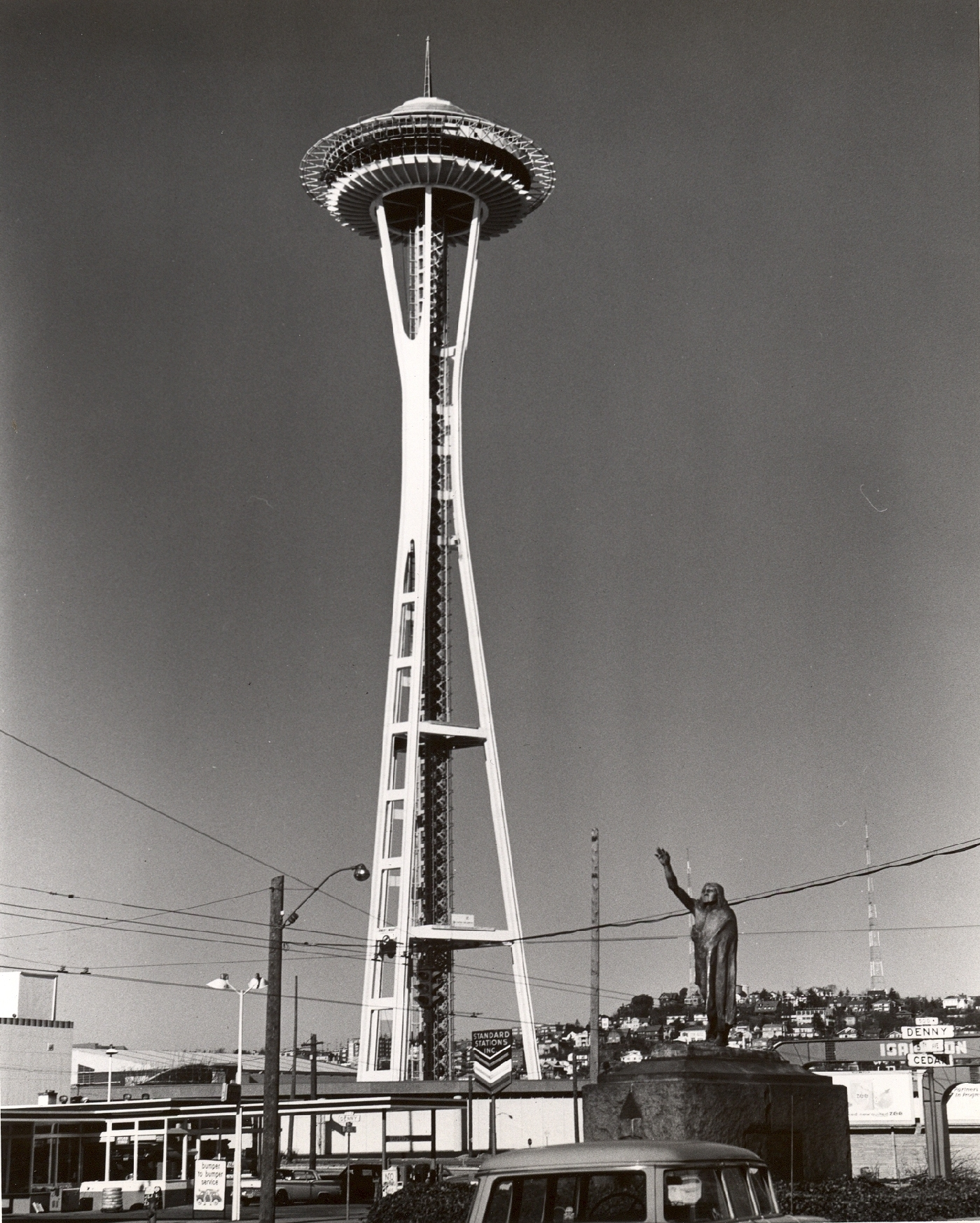
60年代的太空針塔

太空针塔最初的设计构想是由伯蘭登（Brendan J. Cysewski）在西雅圖的一間咖啡厅提出，当时他称其为「太空籠」，這份設計的初稿一直存放于那咖啡室內，直至愛德華·卡尔森（Edward Carlson）见到。愛德華是一間酒店公司的老闆，他本人對藝術設計几乎毫无认识，但他在德國游览時，见到造型独特的斯图加特电视塔而产生灵感，他也知道1962年世界博覽會的主題是「廿一世紀」，因此设计了一个外观状似气球的建筑物，但之后他很快遇到了結構上的問題从而停止。
此時，约翰·格雷厄姆（John Graham）開始參與了太空針塔的設計。約翰是一位知名的建築師，他曾設計過世界上第一座購物中心—西雅圖北門購物中心。在太空針塔的設計方面，他放棄了氣球的設計，改為飛碟設計，接著他和他旗下12個建築師一起討論和研究，到博覽會開幕前十八個月才有最終的設計定案。之后他们开始寻找适合建造该塔的土地，根据设计规模，太空针塔占地约1369平方米（37米×37米）。而在1961年，该等大小的土地的价格约为75000美元，这在当时是较为昂贵的。而市政府在财政上不支持他们，並只允許他們建在博覽會区的範圍內，由於資金不足，又缺乏地皮，工作不得不暂停。此時距離開幕還有一年時間。

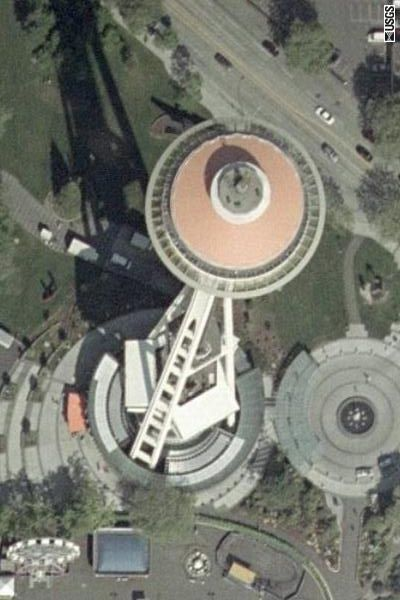
衛星圖片上的太空針塔

此塔建築在一個约1600平方米大小、10米深的地基上，浇注混凝土的工程花费了一天的时间。這可能是美國西部史上最大规模的混凝土浇注工程，该地基约有6000噸重，且有大約250噸的精鋼埋在地基裡。
工程隊伍日夜趕工，最頂的五層也順地的建成，且十分水平，使得塔上的旋轉餐廳能使用小型电动机來做到旋轉的效果，升降機也於開幕前的一天安裝完毕。 塔的觀光層塗上了名為「Orbital Olive」的油漆。塔身為白色，入口為紅色，塔頂為金色。1962年4月，太空針塔完工，整座太空針塔工程時間略少於一年，工程費用約450萬美元。
在博覽會其期間，每日差不多有两萬人登上太空針塔，但始終未超過两萬。
在1982年，太空針塔又增加一層。這一層原本就在当初的設計方案中，但由於技術問題，建成20年後才被正式添加。该層最多可容納360人。
在1987年7月，太空針塔向西南「移動」了95米，所謂的移動，只是在地圖上的位置修正而已。因為美国国家海洋和大气管理局開始了為期十年的衛星繪畫地圖計劃，即是利用衛星圖片才修正地圖，像太空針塔這些地標性建築一般都會優先被更新。
在2000年，太空針塔進行了維修工程，該工程的費用為建築費用的五倍（2100萬美元）。

## 登塔參觀

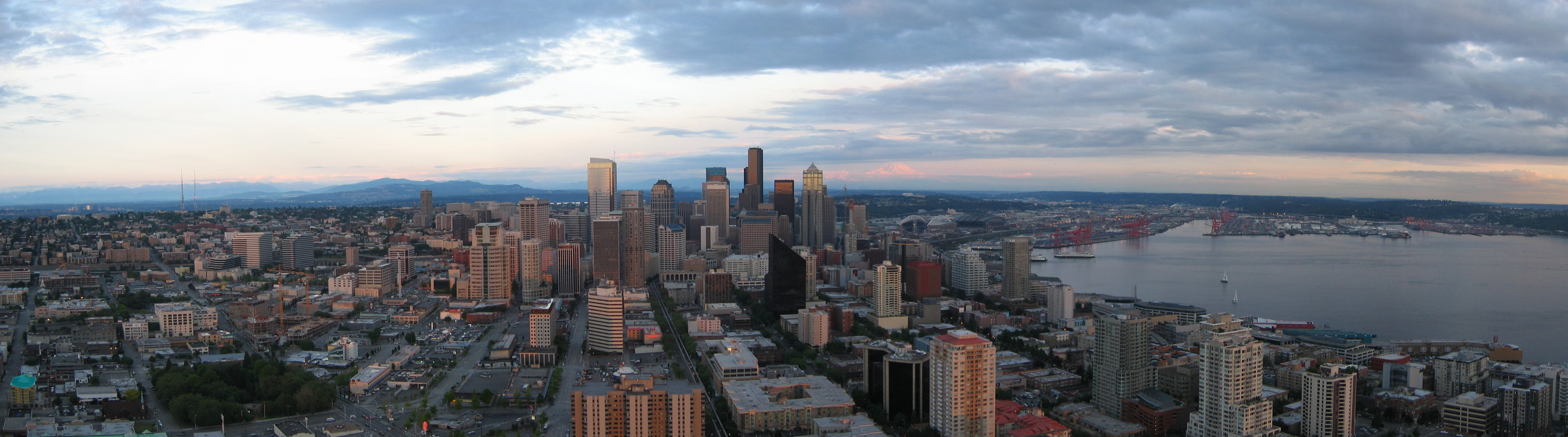
從太空針塔看西雅圖

時至2019年2月，登塔參觀的門票價為：成人票27.5-37.5美元，4到13歲未成年人票21.5-28.5美元，65歲或以上22.5-32.5美元。全年隨時登塔票價為99美元。在排隊登塔的期間，太空針塔的職員會向遊客售賣大約30美元的太空針塔海報。
登上塔上的「天空都市」餐廳是免費的，但餐廳設有最低消費，午餐時間為25美元，晚餐時間為30美元。餐廳的食物包括「天空都市」漢堡和雞肉凱撒沙拉，各為24美元。在這裡用餐，價錢一般較為昂貴，一般每人會消費約40美元。此外，這裡也有紅酒供應，價錢約8至15美元一杯。

## 跳塔而下
曾有三人從太空針塔上跳下來自殺而死。無獨有偶，這三次自殺事件都發生在70年代，其中二人在1974年跳樓身亡，當年安全網還沒有安裝。第三次自殺事件則在1978年發生。除了以上三人，還有一些人試圖在塔頂跳下來自殺，但幸運地被安全網救回。
此外，也有部分人在太空针塔上进行跳傘，有六人曾在太空針塔塔顶进行过此类活动。不过该行为若无事先申请，则属违法行为，跳伞的六人中有两人因此而被捕。

## 文化影響
太空針塔也曾作多部電影和電視劇的取景地點，例如《西雅圖夜未眠》、《末世黑天使》、《李小龍傳奇》和《凸務之王》等。

## 外部連結
- 官方網站：Space Needle official site（页面存档备份，存于）
- Structurae Database Entry（页面存档备份，存于）
- Space Needle facts and photography（页面存档备份，存于）